# Иванов, Константин Александрович (футболист)
Константин Александрович Иванов (10 мая 1964, Высокоключевой, Гатчинский район, Ленинградская область) — советский и российский футболист. Мастер спорта СССР (1986).

## Карьера
Воспитанник ленинградского футбола, начал играть в «Зените».
В мае 1984 года был вынужден покинуть «Зенит» для прохождения армейской службы и оказался в таллинском «Спорте». Потом был обменян в львовские СКА «Карпаты», но не имел возможности выступать за команду в официальных матчах из-за запрета спорткомитета. Тогда же был приглашён в «Днепр», но решил вернуться в «Зенит».
С 1991 года играл петербургских клубах «Кировец», «Локомотив», «Сатурн-1991».
В 1996 провел 6 игр в чемпионате Латвии за «Сконто». В 1997 вернулся в Петербург, играл за «Динамо».
В 1999—2000 играл в клубе «Кристалл» Смоленск. Закончил игровую карьеру в «Динамо» СПб.
После окончания профессиональной карьеры играл на первенство Санкт-Петербурга, в турнире ветеранов. Работал охранником, администратором в ночном клубе. С 2005 года — заведующий хозяйством Малой спортивной арены «Петровского».
В 2005 году сыграл роль английского футболиста в фильме «Гарпастум».